# Харди, Билли
Уильям (Билли) Харди (англ. William (Billy) Hardy; род. 15 сентября 1964, Сандерленд, Дарем) — британский английский боксёр, представитель легчайшей и полулёгкой весовых категорий. Выступал на профессиональном уровне в 1983—1998 годах, владел титулами чемпиона Великобритании, Содружества и EBU, был претендентом на титулы чемпиона мира IBF и WBO.

## Биография
Билли Харди родился 5 сентября 1964 года в Сандерленде, графство Тайн-энд-Уир. Начал заниматься боксом в возрасте шести или семи лет, проходил подготовку в детском боксёрском клубе в районе Норт-Хилтон.
В 1980—1982 годах боксировал как любитель, принимал участие в крупных турнирах национального значения, в составе английской сборной выступил в матчевой встрече со сборной Финляндии в Хельсинки, уступив по очкам финну Ярмо Эскелинену.
В ноябре 1983 года успешно дебютировал на профессиональном уровне, выиграв у своего соперника по очкам в шести раундах.
Имея в послужном списке 13 побед и 3 поражения, в 1987 году Харди оспорил титул чемпиона Великобритании в легчайшей весовой категории, который на тот момент принадлежал Рэю Гилбоди. Харди четырежды отправлял чемпиона на настил ринга, и в третьем раунде рефери зафиксировал технический нокаут.
В марте 1988 года благополучно защитил полученный чемпионский пояс, отправив в нокаут Джона Хайленда, а в ноябре оспорил титул чемпиона Европейского боксёрского союза (EBU), но уступил по очкам итальянцу Винченцо Белькастро.
В 1989 году во второй раз защитил титул чемпиона Великобритании, взяв верх над Ронни Кэрроллом, и вновь встретился с Белькастро в бою за титул чемпиона EBU — на сей раз в поединке между ними была зафиксирована ничья решением большинства судей. Позднее в том же году Харди успешно провёл третью защиту титула чемпиона Великобритании, нокаутировав в первом же раунде Брайана Холмса.
Благодаря череде успешных выступлений в 1990 году Билли Харди удостоился права оспорить титул чемпиона мира в легчайшем весе по версии Международной боксёрской федерации (IBF), принадлежавший американцу Орландо Каньисалесу. Противостояние между ними продлилось все отведённые 12 раундов, в итоге судьи раздельным решением отдали победу Каньисалесу, сохранив за ним чемпионский титул. Харди при этом продолжил выходить на ринг и вскоре в четвёртый раз защитил титул чемпиона Великобритании, вновь выиграв у Ронни Кэрролла.
В 1991 году Харди отправился в США, чтобы вновь бросить вызов чемпиону IBF Орландо Каньисалесу. На этот раз Каньисалес выиграл техническим нокаутом во втором раунде.
Отказавшись от титула чемпиона Великобритании, Харди поднялся в полулёгкую весовую категорию и в 1992 году завоевал титул чемпиона Содружества, победив досрочно австралийца Рики Рейнера. Впоследствии трижды защитил данный чемпионский пояс, а также стал обладателем вакантного титула чемпиона Великобритании в полулёгком весе.
В 1995 году в поединке с алжирцем Мехди Лабдуни завоевал титул чемпиона EBU в полулёгком весе и затем трижды защитил его — им были побеждены Майкл Олдис, Стефано Дзофф и Стив Робинсон.
В мае 1997 года провёл главный бой в своей боксёрской карьере — с соотечественником Насимом Хамедом, действующим чемпионом мира по версиям IBF и WBO. Однако против такого соперника Харди сумел продержаться только 93 секунды, уже в первом раунде Хамед сильным ударом правой сломал ему нос и скулу, Харди дважды оказывался в нокдауне и потерпел поражение техническим нокаутом.
В 1998 году Харди вновь выиграл у Мехди Лабдуни, защитив свой титул чемпиона EBU, но затем проиграл бывшему чемпиону мира Полу Инглу и на этом завершил спортивную карьеру. В общей сложности среди профессионалов провёл 48 боёв, из них 37 закончились победой (в 17 случаях досрочной) и 9 поражением, в трёх поединках была ничья.
Билли Харди был известен как агрессивный боксёр, предпочитавший постоянно иди вперёд и атаковать своего оппонента. Будучи болельщиком футбольного клуба «Сандерленд», выходил на бои в трусах соответствующих красно-белых цветов. Ныне его именем назван спортивный центр в Каслтауне, Сандерленд.